# Pitkäjärvi (Karesuando socken, Lappland, 758550-178864)
Pitkäjärvi är en sjö i Kiruna kommun i Lappland och ingår i Torneälvens huvudavrinningsområde. Sjön har en area på 0,0865 kvadratkilometer och ligger 353,9 meter över havet.

## Delavrinningsområde
Pitkäjärvi ingår i det delavrinningsområde (758616-178841) som SMHI kallar för Mynnar i Suijajoki. Medelhöjden är 354 meter över havet och ytan är 1,79 kvadratkilometer. Det finns inga avrinningsområden uppströms utan avrinningsområdet är högsta punkten. Vattendraget som avvattnar avrinningsområdet har biflödesordning 5, vilket innebär att vattnet flödar genom totalt 5 vattendrag innan det når havet efter 404 kilometer. Avrinningsområdet består mestadels av skog (84 procent). Avrinningsområdet har 0,26 kvadratkilometer vattenytor vilket ger det en sjöprocent på 14,8 procent.